# しょうりゅう (潜水艦)
 しょうりゅう（ローマ字：JS Shoryu, SS-510）は、海上自衛隊の潜水艦。そうりゅう型潜水艦の10番艦。艦名は、物事を高所から判断して素早く行動するという意味を込めた「翔龍」から名付けられた。建造費は約520億円。そうりゅう型10番艦の「しょうりゅう」までは水中の航続時間を延ばすためのスターリングエンジンを搭載している。スターリング機関による発電方式は長時間の潜航能力に優れている。

## 艦歴
「しょうりゅう」は、中期防衛力整備計画（23中期防）に基づく平成26年度計画2900トン型潜水艦8125号艦として、川崎重工業神戸工場で2015年1月28日に起工され、2017年11月6日に命名・進水式が挙行された。2018年8月26日に公試開始、2019年3月18日に竣工、引渡式・自衛艦旗授与式が挙行されて就役し、第1潜水隊群第1潜水隊に編入され呉基地に配備された。
川崎重工業神戸工場で戦後に建造された潜水艦としては28隻目に当たる。
2020年9月から護衛艦「かが」、「いかづち」が参加中の令和2年度インド太平洋方面派遣訓練に追加派遣された。同派遣訓練中の10月9日、南シナ海において「かが」、「いかづち」と対潜戦訓練を実施し、翌10日には補給のためベトナム南部のカムラン湾に寄港した。

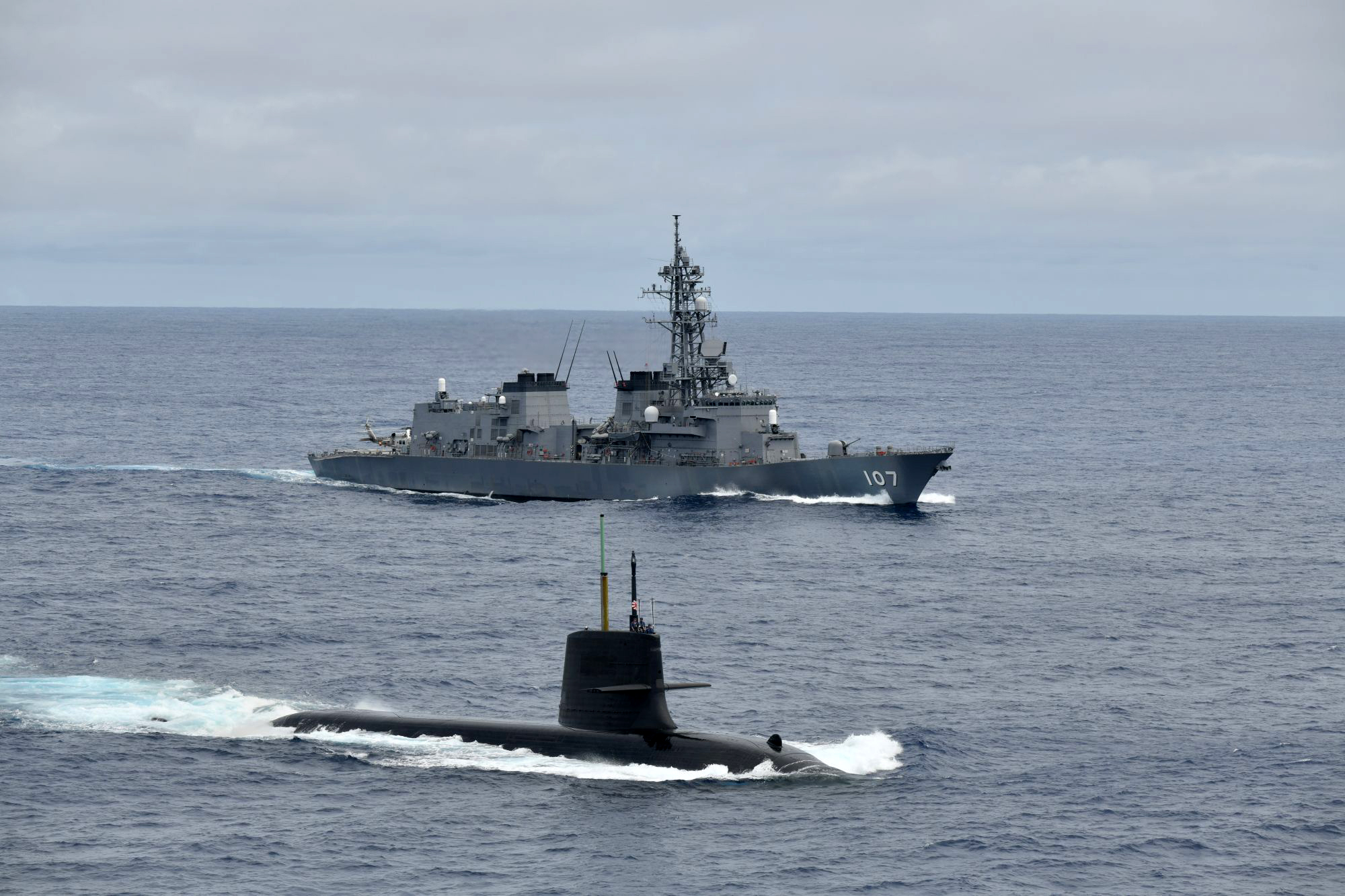
「いかづち」と並走中の「しょうりゅう」

### 歴代艦長
| 代       | 氏名     | 在任期間               | 出身校・期 | 前職                     | 後職             | 備考     |
| 艤装員長 | 艤装員長 | 艤装員長               | 艤装員長   | 艤装員長                 | 艤装員長         | 艤装員長 |
| -------- | -------- | ---------------------- | ---------- | ------------------------ | ---------------- | -------- |
| -        | 阿部純一 | 2017.11.16 - 2019.3.17 | 防大39期   | なるしお艦長             | しょうりゅう艦長 |          |
| 艦長     |          |                        |            |                          |                  |          |
| 1        | 阿部純一 | 2019.3.18 - 2020.3.8   | 防大39期   | しょうりゅう艤装員長     | みちしお艦長     |          |
| 2        | 宮 岳史  | 2020.3.9 - 2021.3.28   | 防大48期   | せきりゅう副長 兼 航海長 | 潜水艦教育訓練隊 |          |
| 3        | 早川大士 | 2021.3.29 - 2022.8.21  | 防大44期   | こくりゅう艦長           | 潜水艦隊司令部   | 3等海佐  |
| 4        | 中村大介 | 2022.8.22 - 2023.8.21  |            | 潜水艦教育訓練隊         |                  |          |
| 5        | 勝間武道 | 2023.8.22- -           |            |                          |                  | 3等海佐  |